# Tennessee Ridge
Tennessee Ridge é uma cidade  localizada no estado norte-americano de Tennessee, no Condado de Houston e Condado de Stewart.

## Demografia
Segundo o censo norte-americano de 2000, a sua população era de 1334 habitantes.
Em 2006, foi estimada uma população de 1325, um decréscimo de 9 (-0.7%).

## Geografia
De acordo com o United States Census Bureau tem uma área de
9,6 km², dos quais 9,6 km² cobertos por terra e 0,0 km² cobertos por água.

## Localidades na vizinhança
O diagrama seguinte representa as localidades num raio de 28 km ao redor de Tennessee Ridge.